# 待王街道
待王街道，是中华人民共和国河南省焦作市马村区下辖的一个乡镇级行政单位。

## 行政区划
待王街道下辖以下地区：
待王社区、西待王村、待王村、义门村、王庄村、小庄村、小王村、白庄村、靳作村、东孔庄村、北孔庄村、西孔庄村、秦庄村、张弓村、郭张弓村、范张弓村、邓庄村、王母泉村和下马村。